# Bergisch-Märkische Eisenbahn-Gesellschaft
De Bergisch-Märkische Eisenbahn-Gesellschaft (BME, ook wel Bergisch-Märkische Eisenbahngesellschaft) behoorde samen met de Köln-Mindener Eisenbahn-Gesellschaft en de Rheinische Eisenbahn-Gesellschaft tot de drie grote particuliere spoorwegondernemingen, die vanaf het midden van de negentiende eeuw het Rijnland, het Ruhrgebied en grote delen van Westfalen door middel van spoorwegen hebben ontsloten.

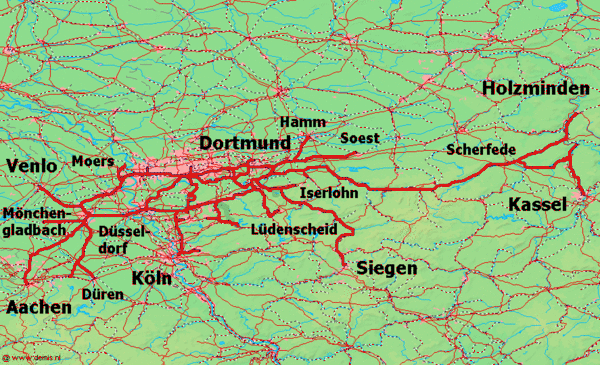
spoorwegnet van de Bergisch-Märkischen Eisenbahn-Gesellschaft kort voor de nationalisatie

## Geschiedenis

### Stichting
De maatschappij werd op 18 oktober 1843 gesticht in Elberfeld (tegenwoordig in Wuppertal). Omdat de Köln-Mindener Eisenbahn-Gesellschaft gekozen had voor een spoorweg over Duisburg en niet voor een route door het dal van de Wupper, wilde de BME voor dit sterk geïndustrialiseerde gebied en het Bergische Land een spoorwegverbinding in oostelijke richting tot stand brengen om vooral een aansluiting tot stand te brengen met de steenkoolmijnen bij Dortmund. De benodigde Pruisische concessie werd op 12 juli 1844 verleend. Een verbinding in westelijke richting naar de Rijn was al tot stand gekomen in 1841 door de in 1837 gestichte Düsseldorf-Elberfelder Eisenbahn-Gesellschaft.
De Pruisische staat investeerde een kwart van het benodigde kapitaal in de vorm van een lening en de grootste particuliere inlegger was van een Elberfelder bank. De eerste geopende lijn van Elberfeld naar Dortmund leverde te weinig winst op, zodat er geen geld was om het net verder uit te bouwen. Hierbij kwam nog een slecht management bij. De lening aan de staat kon in 1849 niet terugbetaald worden. Daarop kwam er een overeenkomst tot stand, waarbij Pruisen een bedrag investeerde in de spoorweg en de exploitatie daarvan overnam. Op 14 september 1850 werd de koninklijke directie van de Bergisch-Märkische Eisenbahn-Gesellschaft gevormd die op 15 oktober de exploitatie overnam. De naam van de directie werd op 13 maart 1854 veranderd in Koninklijke Spoorwegdirectie te Elberfeld. Vervolgens werd de stamlijn uitgebouwd. In 1855 circa 54 km naar het oosten vanaf Dortmund via Unna naar Soest. In 1857 naar het westen naar de Rijn (27 km) door de overname van de Düsseldorf-Elberfelder Eisenbahn-Gesellschaft.

### Stamlijnen
De eerste, 56 km lange lijn liep van Elberfeld via Barmen (sinds 1929 deel van Wuppertal), Schwelm,  Hagen, Wetter en Witten. In 1849 kwam de lijn in dienst. Vervolgens bouwde de BME in het Ruhrgebied meer hoofdlijnen en nevenlijnen.  De in 1862 geopende lijn van Dortmund en Witten via Bochum-Langendreer, Essen, Mülheim an der Ruhr naar Duisburg werd de meest succesvolle. Ook de volledige ontsluiting van het dal van de Ruhr voor spoorwegverkeer door de Ruhrtal-Bahn komt op het conto van de BME.
Gekenmerkt wordt de maatschappij ook door de vele overnames van kleinere maatschappijen ter afronding van hun werkgebied. Het lukte echter niet de Königlich-Westfälische Eisenbahn-Gesellschaft met haar 460 km te verwerven. Deze maatschappij was in bezit van de Pruisische staat. Pas na de overgang aan de staat van bijna alle spoorwegmaatschappijen, werden de twee maatschappijen bedrijfstechnisch samengevoegd in de Koninklijke Spoorweg Directie Keulen (rechter Rijnoever).

### Expansie
Grote netuitbreidingen begonnen in 1859 met de bouw van de 106 km lange Ruhr-Sieg-Strecke van Hagen naar Siegen en de daar aanwezige ertsmijnen. De lijn werd op 6 augustus 1861 geopend. Vanaf 1858 volgde dwars door het Ruhrgebied de lijn Witten-Duisburg. De 52 km lange lijn via Langendreer, Steele, Essen en Mülheim an der Ruhr met aansluitingen aan diverse steenkoolmijnen werd op 1 mei 1862  in gebruik genomen. In Steele kwam daarmee een noordelijke verbinding tot stand met de Steele-Vohwinkeler Eisenbahn (Prinz-Wilheelm-Eisenbahn).
In Duisburg werd met de Köln-Mindener Eisenbahn-Gesellschaft de stationsgebouwen geruild om een beter spoorverloop te krijgen. In 1867 werd de verbinding Elberfeld-Deutz in gebruik genomen. In 1866 werd er een verbinding over de Rijn gestart via het spoorwegveer Ruhrort-Homberg met als doel een verbinding met België en Nederland tot stand te brengen. Daartoe werden de door de Aachen-Düsseldorf-Ruhrorter Eisenbahn geëxpoiteerde lijnen gekocht. De BME leverde het benodigde kapitaal aan de staat Pruissen. Na de bouw van een brug over de Rijn in 1870 kon er van Düsseldorf naar Neuss gereden worden. Met deze brug was er naast het spoorwegveer een tweede verbinding tussen het net op de rechter  Rijnoever en dat op de linker Rijnoever.
Naast vele kleine uitbreidingen volgde er tot 1876 een verlenging in oostelijke richting met de Obere Ruhrtal-Bahn via Arnsberg, Bestwig, Brilon-Wald en Warburg naar Holzminden aan de Wezer. Hier nam de BME op 17 april 1868 de Hessische Nordbahn met een traject van 130 km van Gerstungen via Bebra en Kassel naar Karlshafen. Op de linker Rijnoever werd het net in 1870 uitgebreid met de trajecten van Rheydt-Odenkirchen naar Eschweiler-Aue en Düren met 66 km uitgebreid. 

### De BME in Nederland
Op 29 oktober 1866 nam de BME het zuidelijk spoor van de lijn Venlo-grens-Kaldenkirchen in gebruik. Het Nederlandse gedeelte was eigendom van de Nederlandse staat. (Lijn G). Het Duitse gedeelte was deel van de lijn Viersen-Kaldenkirchen-grens (nu Strecke 2510).Het noordelijk spoor Venlo-grens-Kaldenkirchen werd op 1 januari 1868 in gebruik genomen door de Rheinische Eisenbahn-Gesellschaft en was deel van de niet meer bestaande lijn Kempen-Kaldenkirchen-grens (later Strecke 2512).
Op 15 februari 1879 begon het vervoer van reizigers op de lijn Roermond-grens bij Vlodrop door de Chemins de Fer Grand Central Belge (GCB). Het aansluitende vervoer op de lijn van de grens bij Dalheim naar Rheydt (nu Strecke 2524) en verder naar Mönchengladbach werd verzorgd door de BME.
In 1880 naam de BME de exploitatie op zich van het 78 km lange net van de Nederlandsch-Westfaalsche Spoorweg-Maatschappij van Gelsenkirchen-Bismarck via Dorsten en Borken naar Winterswijk (21 juni 1880) en de zijtak van Winterswijk naar Bocholt (25 augustus 1880).

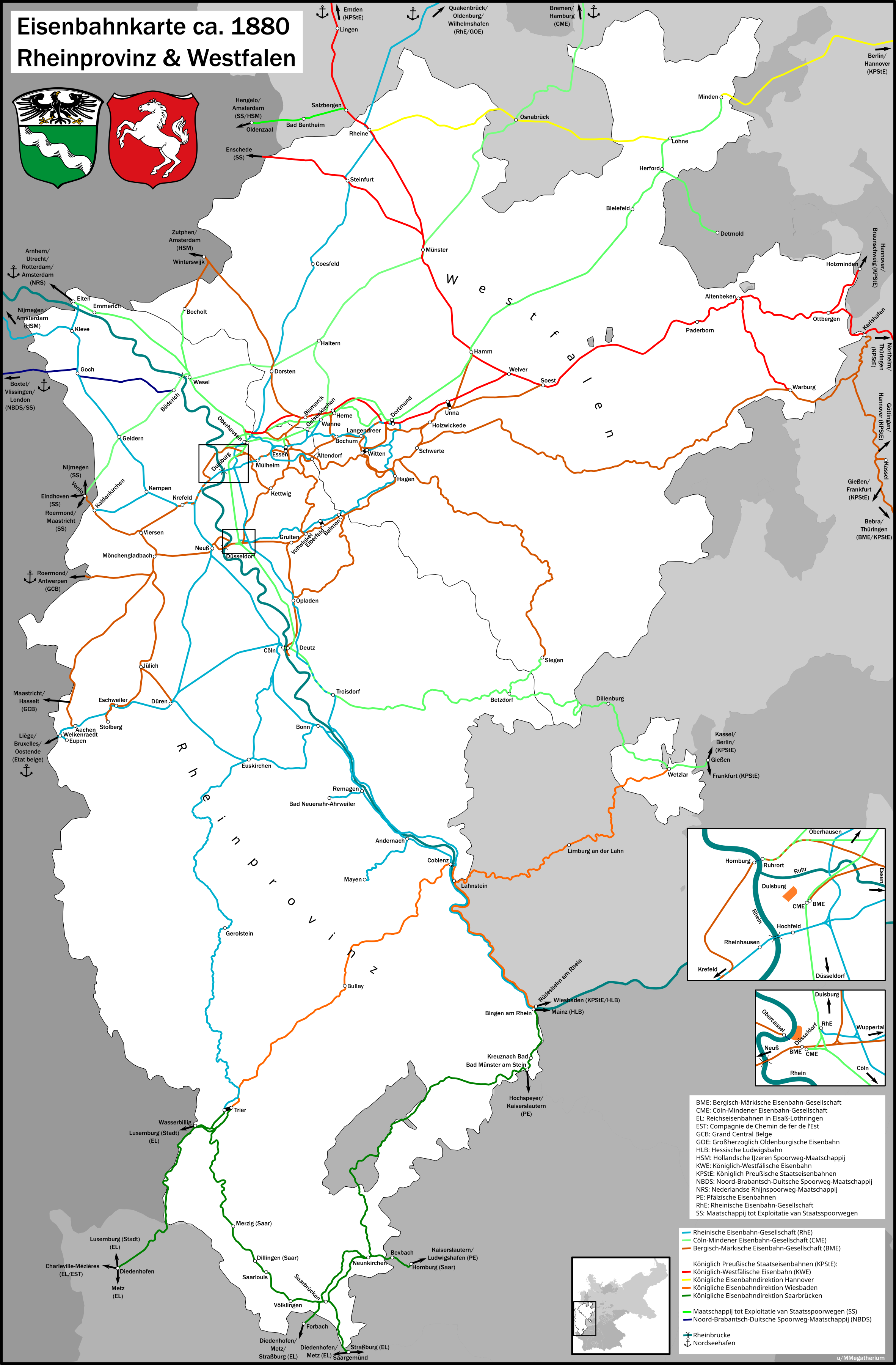
spoorwegkaart van de Rijnprovincie en Westfalen kort voor de nationalisatie door de Pruisische Staat

## Overname door de staat Pruissen
De wet tot overname door de staat van de BME werd op 28 maart 1882 gepubliceerd. Op dat moment bezat de staat al 64 procent van het zogenaamde grondkapitaal. Met ingang van 1 januari 1882 werd de bedrijfsvoering overgenomen de koninklijke spoorweg-directie te Elberfeld. De lengte van het geëxploiteerde net was op dat moment 1336 km, waarvan 720 km dubbelsporig. De maatschappij werd op 1 januari 1886 opgeheven.